# Káli-medence
A Káli-medence, régiesen Kállai-medence a Balaton-felvidéki Nemzeti Park része. A Balaton közelében húzódó déli szegélye Zánkától északnyugatra kezdődik és Balatonrendes illetve Ábrahámhegy közelében az Örsi-hegyig tart. Az itt húzódó hegyvonulat vörös homokkőből van, sok hegyet azonban bazalttakaró borít. A szél évmilliók alatti munkájának állítanak emléket a kőtengerek, ami Kővágóörs, Szentbékkálla, Salföld s Kisörspuszta térségében figyelhetők meg. A szél által lecsiszolt hatalmas kövek egyedülálló látványt nyújtanak. A medence északi részén a Fekete-hegy nyúlik el, melynek déli peremén lévő Eötvös Károly-kilátóból gyönyörű kilátás nyílik az egész medencére, de ellátni innen Tapolca és Tihany irányába is. A medencét a Burnót-patak szeli át, mely Ábrahámhegynél ömlik a Balatonba, s megemlítendő még a medence közepén elhelyezkedő Kornyi-tó, s gazdag madárvilága.

## A bazaltvulkanizmus

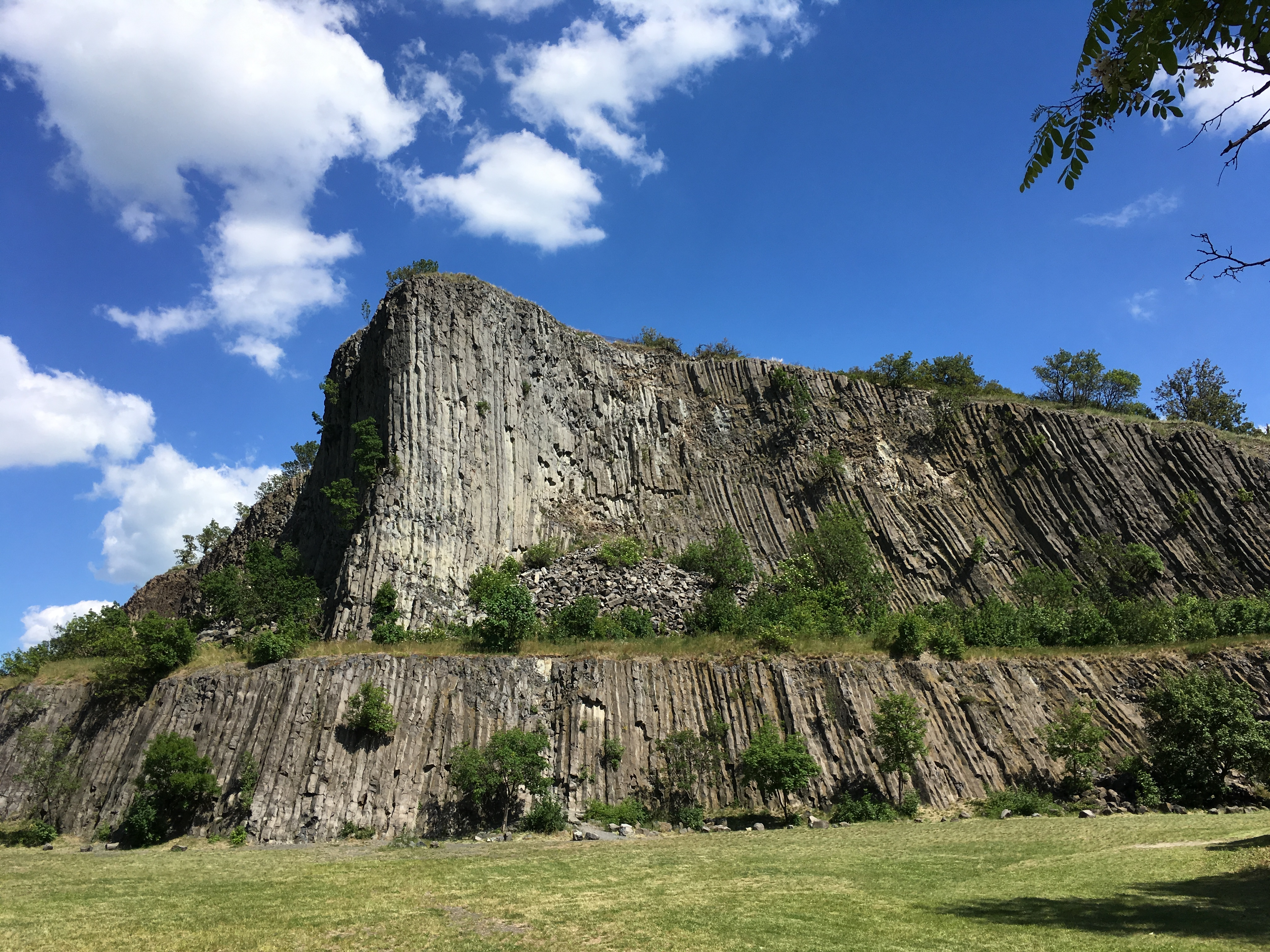
A félbevágott, kúp alakú Hegyestű a Káli-medence keleti peremén

A Tapolcai-medencét és a mai Balaton-felvidéktől délre eső részeket becslések szerint 10 millió éve elárasztotta vizével a Pannon-tenger. Ezt követte a vulkáni centrumok megjelenése cirka 6-3 millió évvel ezelőtt.
A Balaton-felvidék egykor monogenetikus (tehát összetartozó, inkább kis méretű kitörések sorozata egy jól körülhatárolható helyen mint amilyen egy völgy, felföld vagy ebben a konkrét esetben medence) vulkáni működés színhelye volt.
Kicsiny kis vulkánocskák ezek a Vesuvióhoz, meg az Etnához képest. Ha az Etnát ideállítanánk a Dunántúl közepébe, bizony majdnem az egész Balatont eltakarná, meg a Balaton-felvidéket és Somogy északi részét. Hát még a 6000 m magas kelet-afrikai Kilimandzsáró! Majdnem az egész Dunántúlt elfoglalná, s csúcsa messze túlszárnyalná az Alpokat, s 4000 méternyi felső része állandóan hóba és jégbe volna temetkezve. A mi szerény kis balatoni vulkánjaink nem ilyen zord fennségűek, hanem annál kedvesebbek, bájosabbak.
A Káli-medence, a Tapolcai-medence és a Tihanyi-félsziget vulkanikus folyamatait ezen belül is a hidromagmatizmus jellemezte. A láva megküzdött a felszínre kerülésért: először a gőzök és gázok süvítettek ki nagy erővel és az első törmelékek és a finom kőzetpor még vízbe hullottak vissza – ebből keletkezett a tufit. A fokozatosan szárazzá váló területen ugyanezek már tufaként rakódtak le, erre buggyant ki végül a láva, ami szabályos, kerek lefolyást alkotott.
A pliocén szárazabb időszakában a tenger vize lassan kiédesedett, medencéje feltöltődött, üledéke homok- és agyaglerakódásokat eredményezett. A pleisztocénig leginkább a szél, utána a vízfolyások erodálták, formálták a felszínt: együttes munkájuknak a bazalt jobban ellenállt, a pannóniai tengerüledék azonban könnyebben lepusztult, ennek eredményeként pedig egyre jobban elkülönültek környezetüktől a valahai vulkáni kőzettömegek, a mai tanúhegyek.
Ilyen tanúhegyek a szomszédos Tapolcai-medencében például a csonkakúp alakú Badacsony, a Gulács, a Tóti-hegy és a szigligeti hegyek.
A Balaton árka később süllyedt be, és töltődött fel édesvízzel, körülbelül 15-20 ezer éve. A vulkánosság egykori emlékei még a szénsavas források, mint a Kékkúti ásványvíz.

## Települései

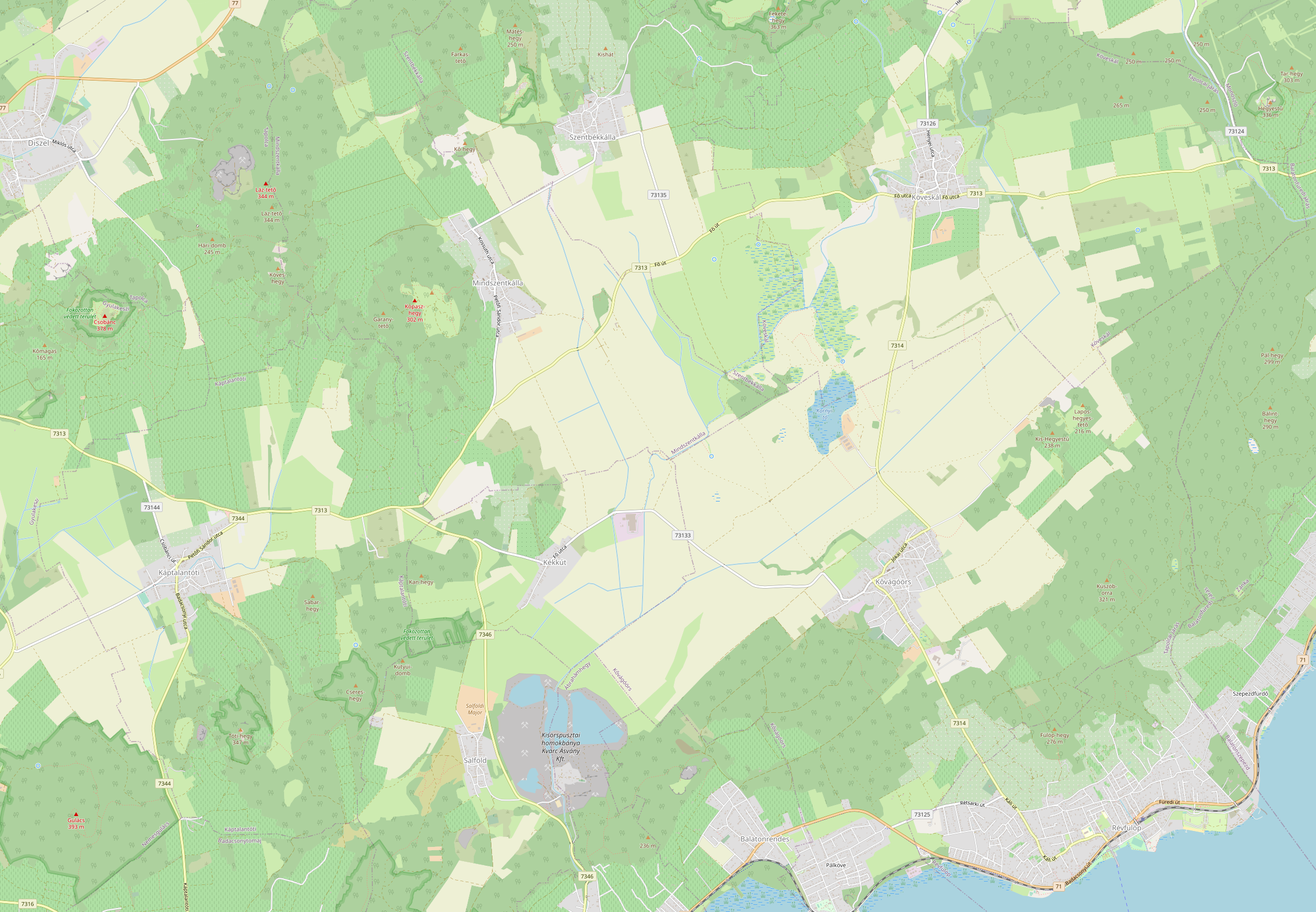
A Káli-medence és környékének térképe

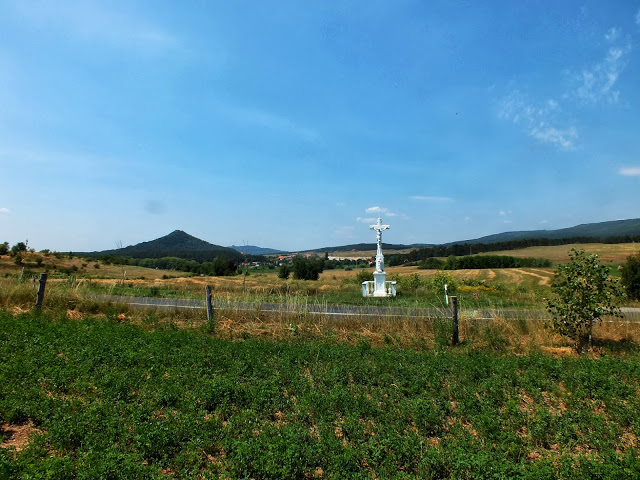
Út menti kőkereszt (crux viator), a háttérben a Tóti-hegy

- az északi a Dobogó-patak völgyében fekvő Balatonhenye
- az ásványvízéről híres Kékkút, ami a medence legkevesebb lelket számláló települése
- a Káli-medence déli kapujaként is emlegetett Kővágóörs és a hozzá tartozó Balaton parti Pálköve, ahol Bajcsy-Zsilinszky Endre (1886–1944) egykori nyaraló lakja található; itt van a Kornyi-tó is
- a Káli-medence földrajzi középpontjában fekvő Köveskál, és a valahai sóstókáli templom romjai
- A Kopasz-hegy keleti lábánál fekszik Mindszentkálla és a hozzácsatolt Kisfalud
- a Hegyestű közelében Monoszló
- a Burnót-patak völgyének torkában lévő Salföld
- és az északnyugati Szentbékkálla[2]